# 冀察戰區
抗日戰爭冀察戰區在中國抗日戰爭中，因應戰爭形勢，中華民國國民政府成立對日作戰戰區之一。

## 成立
1938年6月8日，鹿钟麟接河北省政府主席及第一战区游击总司令，统辖河北、察哈尔两地的军队。1939年1月14日，国民政府军事委员会适应战略之需要，划冀察两省及山东省黄河左（北）岸全部为冀察战区，以第一战区河北游击总司令鹿钟麟为战区总司令。“其目的在巩固我游击根据地”。
1939年8月，军委会下令冀察战区分为5个游击区：
- 第一游击区为晋东北五台山根据地，即八路军聶榮臻部晋察冀抗日根据地；中央軍新編第二師（金憲章）及保安團
- 第五游击区为冀东根据地，即八路军冀热辽抗日根据地；
- 冀南游击区（平汉、津浦两铁路之间，德石路两侧地带，为平原青纱帐游击区），东北军第五十三军开辟。
- 1939年由冀南向西南方向移动后建立的冀豫边根据地，基础是1938年的第一战区第一游击区，由河北民军开辟；后包括鲁西成为晋冀豫鲁根据地；1940至1942年初，被称作“冀察战区第一游击区”，以孙良诚为总指挥；1942年后划归汤恩伯管辖。
- 1940年以后由冀豫边西移至晋豫边建立的太行山南部（太南）根据地，基础是1938年的第一战区第二游击区，由孙殿英开辟，此时称作冀察战区“第三游击区”；该地以太行山为依托，至1943年之前，一直是冀察战区一块比较稳定的游击根据地。

## 司令長官
鹿鍾麟(1938年11月)。
后均由第一战区司令长官兼任：衛立煌(1940年4月9日兼)、蔣鼎文(1942年1月12日兼)、陳誠(1944年7月6日兼)、高樹勛(1944年9月4日代，1945年2月1日除)。

## 司令長官部
設在河南鎮平。1944年，下設冀、魯、豫總司令部。

## 沿革

### 1939年1月
- 作战地域：冀中、冀南、豫北
- 司令长官：鹿钟麟
- 副司令长官：石友三、庞炳勋
  - 第十军团石友三，第六十九军石友三（兼），驻南宫，新编第六师高树勋，驻盐山；第一八一师石友三（兼），驻南宫，新编第四旅孟昭进，新编第十三旅黄祯泰，德县以东。
  - 第九十七军：朱怀冰（后陈希平）；骑兵第四师张东凯。（2月南调：称豫北自卫军总指挥，驻新乡、博爱以北）
  - 新编第5军：孙殿英（孙魁元）。3月南调：驻沁阳、孟县以北。
  - 河北民军总指挥：张荫梧，占乐城附近
  - 察哈尔游击总司令石友三（遥领），副总司令張礪生，占蔚县附近；
  - 石友三所连系（辖属或有连络）游击部队
    - 骑兵挺进军胡和道，占冀察边区；
    - 津浦纵队张国基，占景县以东；
    - 独立游击军第三支队张栋臣，南宫县以东；
    - 海滨游击第一纵队刘警愚，海滨游击第二纵队窦同义（其部原为津南地区的土匪，鼎盛时期有近千人），占沧县东、盐山北。

  - 冀察战区游击指挥官孙良诚，分布津浦线及冀南，辖：
    - 游击第一纵队丁树本，占大名附近；
    - 游击第二纵队夏维礼，占鉅鹿附近；
    - 游击第三纵队赵云祥，占衡水以南：
    - 游击第四纵队侯如墉，占邢台、磁县以东。
    - 独立游击第一支队黄宇宙，冀南。

  - 太行山游擊區龐炳勳[3]:409-410。
  - 河北省保安部队：鹿钟麟（部份已改称游击队）：
    - 河北省保安第一旅周朝贵，占束鹿以东；
    - 河北省保安第二旅邵北武，占献县以西；
    - 河北省保安第三旅刘凤凯，占河间以南；
    - 河北省保安队李允声，占冀东三河附近：
    - 河北游击第五支队向修文，占武清以北；
    - 平东游击第二支队王乃乾，占怀柔以东。
    - 冀察游击第六支队李经武，占玉田以北。

### 1940年4月
- 作战地域：晋豫边区、鲁西
- 司令长官：卫立煌（第一战区司令长官兼）
- 第九十七军朱怀冰，新编第二十四师张东凯（由原骑兵第四师改编而成）
- 第24集团军：庞炳勋。在豫北
  - 第四十军：军长庞炳勋兼任
  - 新编第五军：军长孙殿英。暂编第三师孙魁元（兼），暂编第四师康翔。
- 第39集团军：石友三（察哈尔游击总司令兼）。1940年12月，冀察游击战区副司令长官、第39集团军总司令石友三试图投敌，被高树勋诱捕活埋，其职务由卫立煌兼任。
  - 第六十九军：军长石友三兼任（12月石友三被处决后，米文和任军长）。第一八一师石友三（兼），新编第六师高树勋，新编第四旅孟昭进，新编第十三旅（由第十三独立旅改编而成）黄祯泰，津浦游击纵队张国基；独立第三游击支队张栋臣。
  - 新编第八军：军长高树勋
- 河北民军总指挥：乔明礼。归石友三指挥
- 第一游击区总指挥：孙良诚（鲁西行署主任）。
- 游击第一纵队丁树本：第一支队孙王田、第二支队邵鸿基、第三支队刘光甫，独立第一支队张国基。
- 游击第二纵队夏维礼；游击第三纵队赵云祥（归石友三指挥）；游击第四纵队侯如墉（归朱怀冰指挥）；游击第五纵队白秀亭；游击第六纵队陈维藩；第一支队陈维藩（兼），第二支队鲍自清；游击第七纵队李允声。冀察游击第一纵队赵侗；海滨游击第二纵队窦同义；中央抗日自卫军第二纵队黄戣中；津沽游击司令刘健元。
- 独立游击第一、二、三、四、五、六、七、八、九、十、十一、十二支队，黄宇宙（归朱怀冰指挥），邵鸿荃（归石友三指挥）；张栋臣、李万实、郭士明、李经武、张兰亭、赵凤来、刘耀宗、王锡朋、张习之、王守中。
- 军委会第一游击总司令张砺生（同民国二十八年七月）。
- 河北省保安第二、三、四旅，张建功、邹希玉、张文斗；平东游击第一支队李维周，河北游击第二、三支队杨治国、陈荣山；涿县保安司令裴景华。
- 鲁北保安旅及游击队（同民国二十八年七月）

### 1942年
冀察战区主力1940年4月后基本退出河北，战区总司令长期由第一战区司令长官兼任，正规军主力偏安冀晋豫边区太行山南部一隅。
- 作战地域：太行山
- 司令长官：蒋鼎文（第一战区司令长官兼）
- 第24集团军：庞炳勋（投敌后蒋鼎文兼）
  - 第27军：刘进
  - 第40军：马法五
  - 新编第5军：孙殿英
- 河北民军：乔明礼

1943年4月，日军扫荡太行山，冀察战区正规军主力第24集团军中，新5军军长孙殿英先向日军投降，所部被编为伪军；第24集团军总司令庞炳勋又被日军俘虏，第40军损失惨重，一部被改编成伪军，残部撤退至黄河以南。1943年6月中旬，蒋介石在危急形势下，决定第27军留在太行山坚持游击战，希望能够保留这块根据地。为此军委会于7月8日颁令设立太行山游击区，任命第27军军长刘进为太行山游击区总司令。但第27军仅坚持了两个月，就在日军的“扫荡”下被迫放弃太行山。1943年9月以后，冀察战区不再有国民党成片的根据地了。

### 1944年
- 作战地域：河南省
- 司令长官：高树勋
  - 新八军：胡伯翰
  - 河北民军：秦逸民（代总指挥，豫中战役投敌；后乔明礼复任）

### 1945年6月
- 作战地域：河南省
- 司令长官：高树勋
  - 新八军：高树勋
  - 河北民军：乔明礼（残部，辖两团）

## 撤銷時間
1945年6月26日。残余部队并入了新成立的第十一战区